# Arbeitsgericht Stuttgart

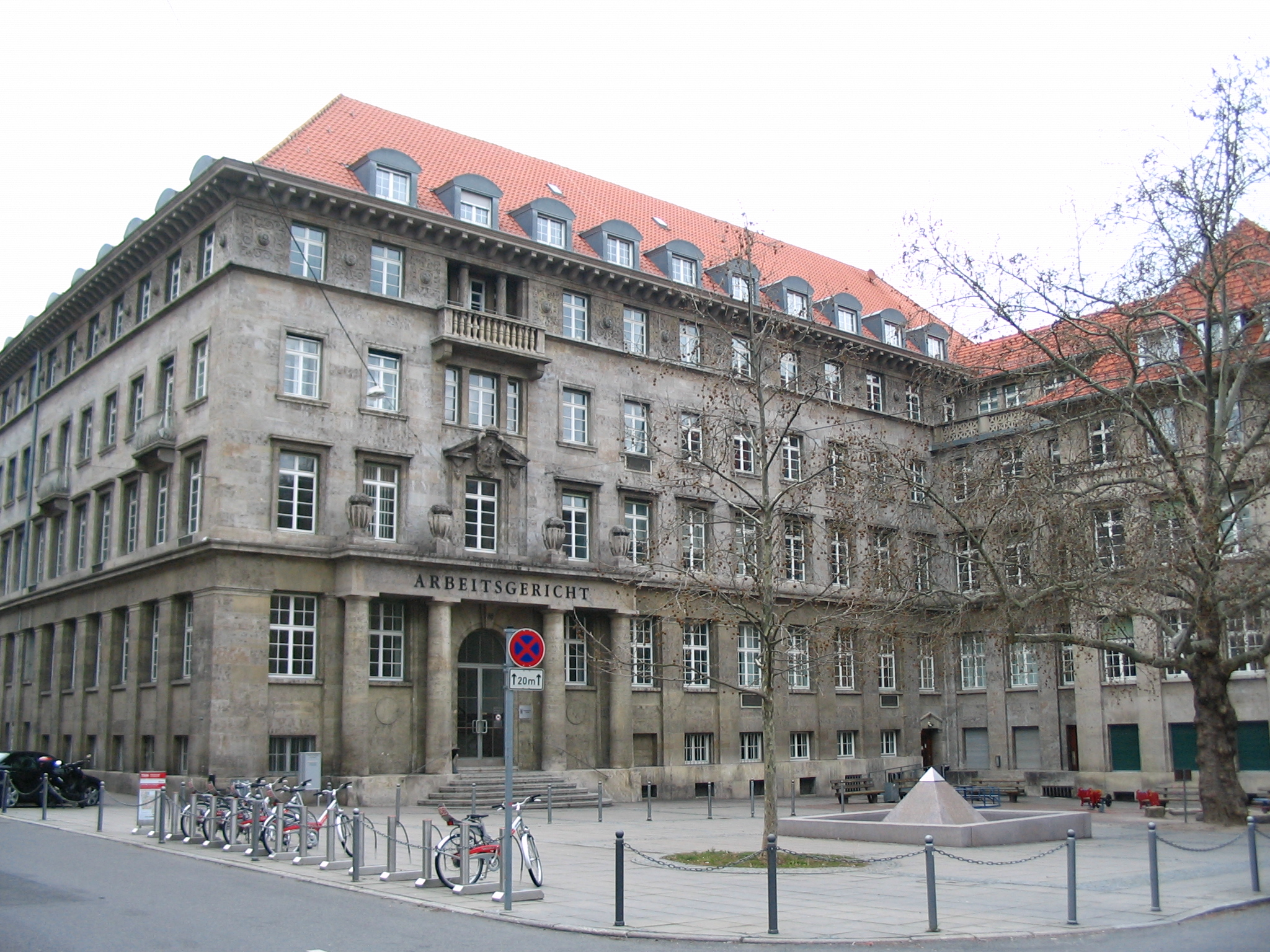
Das Gebäude des Arbeitsgerichts Stuttgart.

Das Arbeitsgericht Stuttgart ist ein Gericht der Arbeitsgerichtsbarkeit von Baden-Württemberg.

## Gerichtssitz und -bezirk
Das Arbeitsgericht Stuttgart hat seinen Sitz in Stuttgart. Der Gerichtsbezirk umfasst die Stadt Stuttgart sowie die Landkreise Böblingen, Esslingen, Göppingen, Heidenheim, Ludwigsburg, Ostalb und Rems-Murr.
Das Gericht hat derzeit insgesamt 33 Kammern. Davon sind 25 am Sitz des Stammgerichts und je vier als sogenannte Außenkammern in Aalen und in Ludwigsburg eingerichtet. Das Arbeitsgericht Stuttgart ist das mit Abstand größte der neun zum Bezirk des Landesarbeitsgerichts Baden-Württemberg zählenden Arbeitsgerichte.

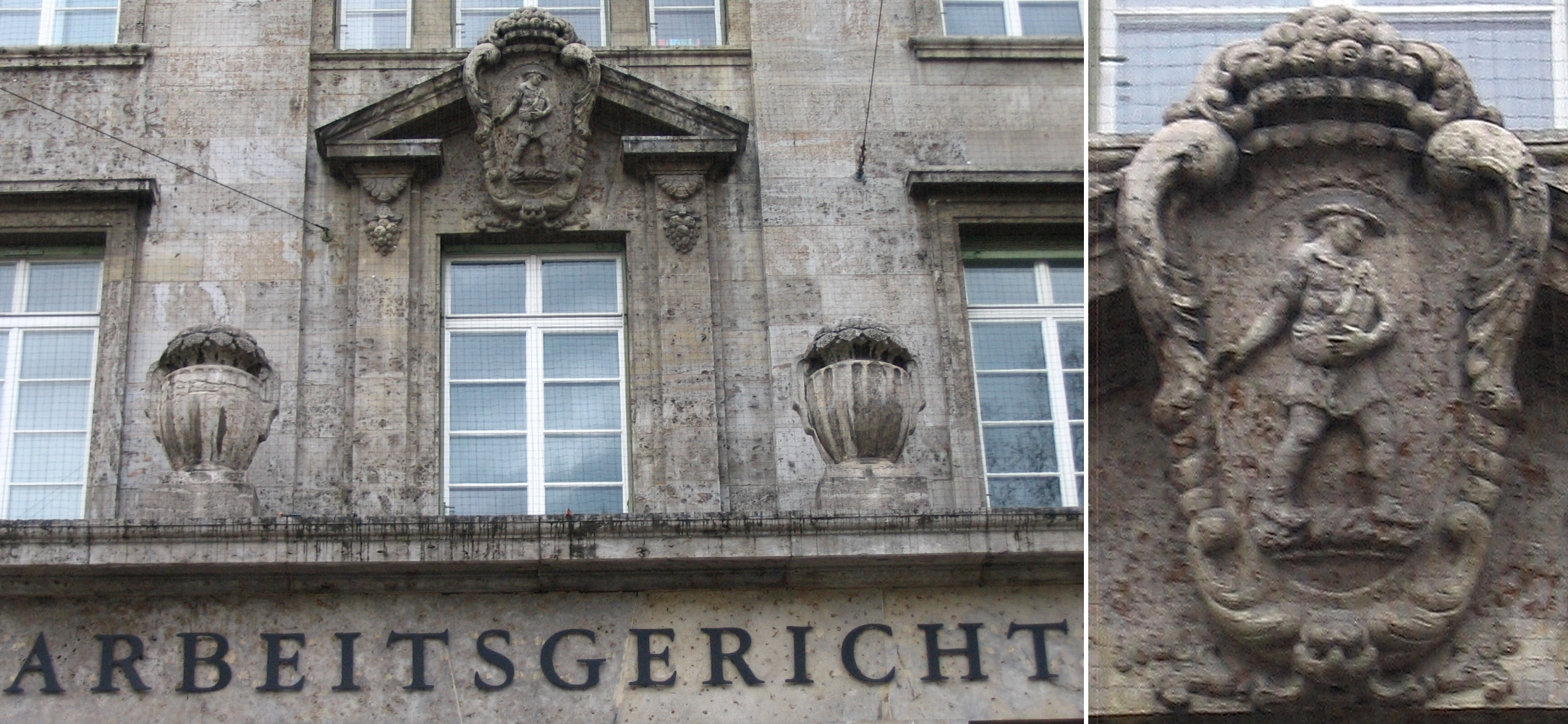
Verzierungen mit Früchten und einem Sämann über dem Eingangsportal (rechts eine Detail-Ansicht).

## Gerichtsgebäude
Das Gerichtsgebäude befindet sich in der Johannesstraße 86 in Stuttgart-West. Es wurde 1907 bis 1910 vom Architekten Albert Eitel erbaut und beherbergte ursprünglich die württembergische Landwirtschaftliche Zentralgenossenschaft samt deren Bank. Auf diese Nutzung weisen noch der Spitzname des Gebäudes hin (Bauernschlössle) sowie steinerne Verzierungen über dem Eingangsportal hin, welches mit Früchten und einem Sämann geschmückt ist. Das Gebäude bildet den nördlichen Abschluss der Johannesstraße – am südlichen Ende der Sichtachse befindet sich die Johanneskirche am Feuersee.
Das Arbeitsgericht Stuttgart ist seit 2005 in dem Gebäude untergebracht. Im Gebäude befindet sich einer der wenigen Paternosteraufzüge in Stuttgart. Dieser ist nicht öffentlich, kann aber vom ersten Stockwerk durch eine Scheibe eingesehen werden.

## Präsidenten
Präsident des Arbeitsgerichts Stuttgart ist Jürgen Gneiting, Vizepräsident ist Michael Büchele.

## Instanzenzug
Dem Gericht sind das Landesarbeitsgericht Baden-Württemberg und das Bundesarbeitsgericht übergeordnet.